# تفاوت‌های جنسیتی در فیزیولوژی انسان

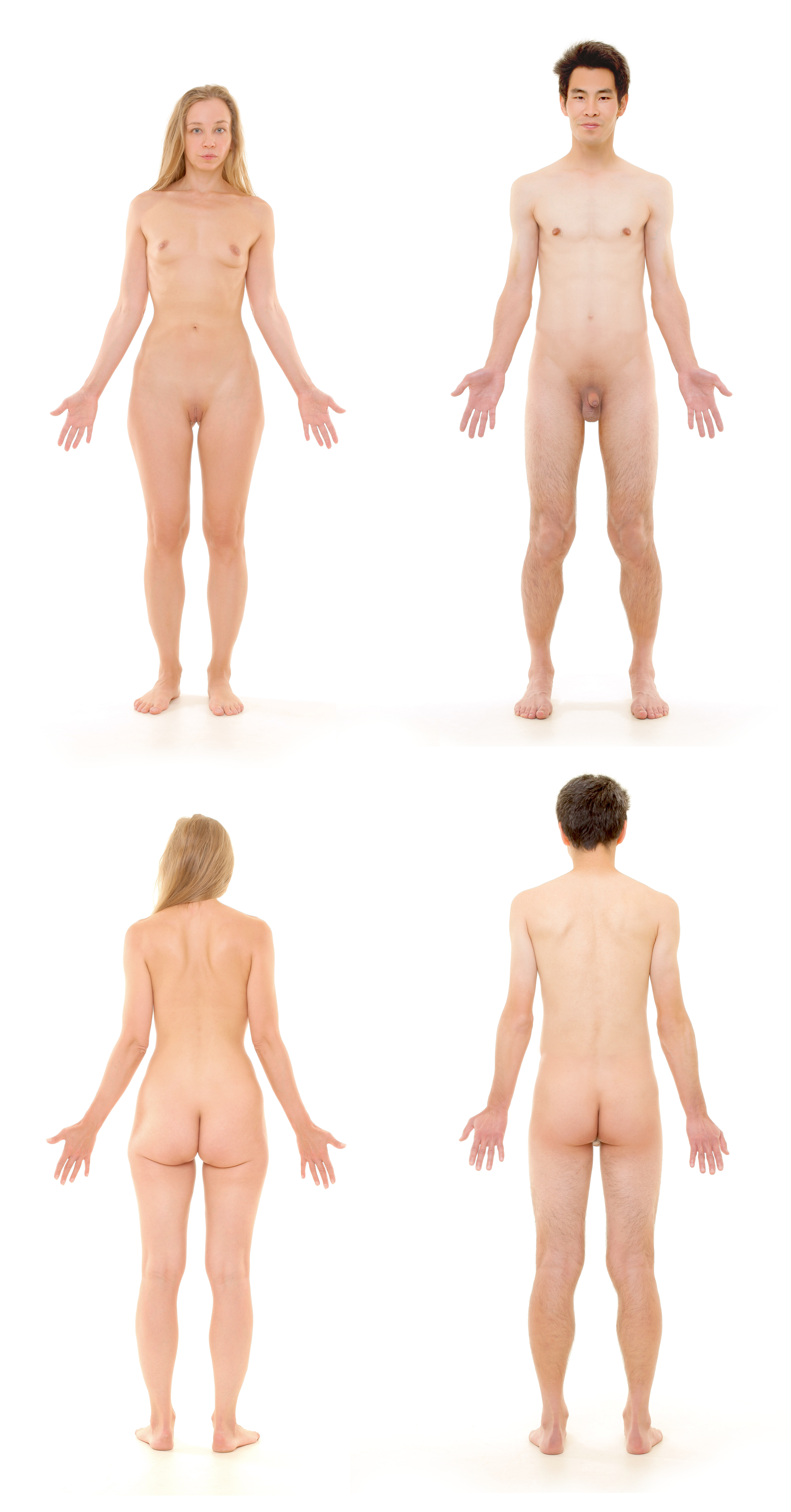
نمونه آناتومی زن و مرد از جلو و عقب.

تفاوت‌های جنسی در فیزیولوژی انسان، تمایز ویژگی‌های فیزیولوژیکی مرتبط با انسان‌های مرد یا زن است. این تفاوت‌ها ناشی از تأثیرات مکمل کروموزوم‌های جنسی متفاوت در مردان و زنان و قرار گرفتن در معرض هورمون‌های جنسی «gonadal» در طول رشد است. دودیسی جنسی اصطلاحی برای تفاوت فنوتیپی بین نر و ماده یک گونه استفاده می‌شود.
فرایند میوز و لقاح (به استثنای موارد نادر) منجر به یک زیگوت با دو کروموزوم X (یک ماده XX) یا یک کروموزوم X و یک کروموزوم Y (یک نر XY) می‌شود که سپس فنوتیپ معمولی زن یا مرد را ایجاد می‌کند. تفاوت‌های جنسی فیزیولوژیکی شامل ویژگی‌های مجزا مانند دستگاه تناسلی زن و مرد، و همچنین تفاوت‌های میانگینی بین مردان و زنان از جمله اندازه و قدرت، نسبت‌های بدنی، توزیع مو، تمایز سینه‌ها، زیر و بمی صدا، و اندازه و ساختار مغز است.

## تعیین جنسیت و تمایز دو جنس

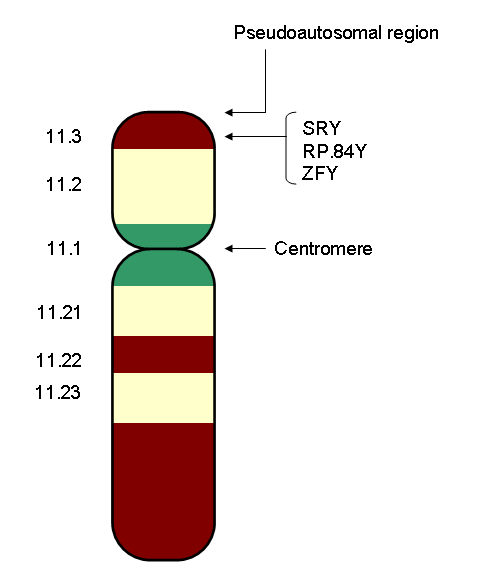
کروموزوم Y انسانی که ژن SRY را نشان می‌دهد. SRY ژنی است که تمایز جنسی را تنظیم می‌کند.

ژنوم انسان از دو نسخه کپی از هر یک از ۲۳ کروموزوم (در مجموع ۴۶) تشکیل شده‌است. یک ست ۲۳ تایی از مادر و یک ست از پدر می‌آید. از این ۲۳ جفت کروموزوم، ۲۲ جفت اتوزوم و یکی کروموزوم جنسی است. دو نوع کروموزوم جنسی وجود دارد - X و Y. در انسان و تقریباً در تمام پستانداران دیگر، ماده‌ها حامل دو کروموزوم X به نام XX و نرها دارای یک X و یک Y با نام XY هستند.
تخمک انسان حاوی تنها یک مجموعه کروموزوم (۲۳) و یک هاپلوئید است. اسپرم‌ها نیز تنها یک مجموعه ۲۳ کروموزومی دارند و بنابراین هاپلوئید هستند. هنگامی که یک تخمک و اسپرم در زمان لقاح با هم ترکیب می‌شوند، دو مجموعه کروموزوم با هم ترکیب می‌شوند و یک فرد دیپلوئید منحصر به فرد با ۴۶ کروموزوم را تشکیل می‌دهند.
کروموزوم جنسی در تخمک انسان همیشه یک کروموزوم X است زیرا یک ماده فقط کروموزوم جنسی X دارد. در اسپرم، تقریباً نیمی از اسپرم دارای کروموزوم X و نیمی دارای کروموزوم Y می‌باشد. اگر یک تخمک با اسپرم با کروموزوم Y ترکیب شود، فرد به دست آمده مذکر است. اگر یک تخمک با اسپرم با کروموزوم X ترکیب شود، فرد حاصل ماده است. استثناهای نادری برای این قاعده وجود دارد که در آن، به عنوان مثال، افراد XX به عنوان نر یا افراد XY به عنوان ماده رشد می‌کنند. کروموزوم‌ها تعیین‌کننده نهایی جنسیت نیستند. در برخی موارد، به عنوان مثال، نوزادان دختر کروموزومی که قبل از تولد در معرض سطوح بالایی از آندروژن قرار گرفته‌اند، ممکن است تا زمان تولد، اندام تناسلی مردانه پیدا کنند. تغییرات دیگری از کروموزوم‌های جنسی وجود دارد که منجر به انواع بیان‌های فیزیکی مختلف می‌شود.
کروموزوم X در مقایسه با کروموزوم Y دارای تعداد بیشتری ژن است. در انسان، غیرفعال شدن کروموزوم X، مردان و زنان را قادر می‌سازد تا بیان یکسانی از ژن‌های کروموزوم X داشته باشند، زیرا زنان دارای دو کروموزوم X هستند در حالی که مردان دارای یک کروموزوم X و Y هستند. غیرفعال شدن کروموزوم X در سلول‌های سوماتیک بدن به‌طور تصادفی انجام می‌شود زیرا کروموزوم X مادر یا پدر می‌تواند در هر سلول غیرفعال شود؛ بنابراین، ماده‌ها موزاییک های ژنتیکی هستند.

## اندازه، وزن و فرم بدن
- از نظر بیرونی، دوشکلی‌ترین قسمت‌های بدن انسان از نظر جنسی، قفسه سینه، نیمه پایینی صورت و ناحیه بین کمر و زانو هستند.[۷]
- وزن مردان بیشتر از زنان است.[۸]
- مردان به‌طور میانگین حدود ۱۰ درصد از زنان بلندتر هستند.[۸]
- به‌طور میانگین مردان در مقایسه با باسن خود کمر بزرگتری نسبت به زنان دارند (نسبت کمر به باسن).
- در زنان، انگشت سبابه و حلقه یا از نظر اندازه معمولاً شبیه‌تر است یا انگشت اشاره آنها کمی بلندتر از انگشت حلقه است، در حالی که انگشت حلقه مردان بلندتر است.[۹]

## اسکلت و سیستم عضلانی

### اسکلت
اسکلت ماده به‌طور کلی جرم کمتری دارد و همچنین صاف‌تر و ظریف تر از نر است. قفسه سینه‌اش گردتر و کوچک‌تر و انحنای کمر آن بزرگ‌تر است. معمولاً دلیل درازتر و کوچکتر بودن کمر زن به دلیل تنگ‌تر بودن قفسه سینه در پایه خود است، و معمولاً لگن زنان آنقدر بالا نیست.
| Male pelvis                              | Female pelvis |
| مقایسه بین لگن مرد (چپ) و لگن زن (راست). |               |

## دستگاه تنفسی
مردها معمولاً نای و نایژه اصلی بزرگتر و حجم ریه بیشتری به ازای وزن بدن انسان دارند. آنها همچنین قلب بزرگتری دارند، تعداد گلبول‌های قرمز آنها ۱۰ درصد بیشتر و دارای هموگلوبین بالاتری نیز هستند، بنابراین ظرفیت حمل اکسیژن آنان بیشتر است. آنها عامل‌های انعقادی خون بالاتری در گردش خون خود دارند (ویتامین K، پرو ترومبین و پلاکت‌ها). این تفاوت‌ها منجر به لخته شدن سریعتر خون و تحمل درد محیطی بالاتر می‌شود.
تفاوت‌های جنسی در نای و نایژه‌های اصلی حداقل تا سن ۱۴ سالگی آشکار نمی‌شود. به‌طور میانگین، دختران در هنگام تولد ریه‌های کوچک‌تری نسبت به پسران دارند.

## پوست و مو

### پوست
پوست مردان ضخیم‌تر و چرب تر از پوست زنان است. زنان چربی زیر پوستی بیشتری نسبت به مردان دارند. این به گرم‌تر نگه داشتن آنها کمک می‌کند و آنها را قادر می‌سازد تا در دمای پایین‌تر از مردان در سرما زنده بمانند و در نتیجه انقباض عروقی بیشتر ودر حالی که سطح پوست زنان سردتر از پوست مردان است، دمای عمق پوست در زنان بیشتر از مردان است.
نرها معمولاً پوست تیره تری نسبت به ماده‌ها دارند. پوست روشن‌تر در زنان به بدن آنها کمک می‌کند تا ویتامین D بیشتری را از نور خورشید سنتز کند و کلسیم بیشتری را که در دوران بارداری و شیردهی مورد نیاز است جذب کند.

### مو
به‌طور متوسط، موهای بدن مردان بیشتر از زنان است. مردان نسبتاً بیشتر از نوع مو به نام موهای ترمینال هستند، به خصوص در صورت، سینه، شکم و پشت. زنان موهای ولوس بیشتری دارند که کوچکتر هستند و در نتیجه کمتر دیده می‌شوند.
اگرچه موی مردان سریعتر از زنان رشد می‌کند، اما ریزش‌مو در مردان بیشتر از زنان است. علت اصلی این امر ریزش موی آندروژنیک است. طاسی با الگوی مردانه وضعیتی است که در آن ریزش مو به صورت یک الگوی معمولی از عقب‌نشینی خط مو و نازک شدن مو در تاج رخ می‌دهد. ناشی از هورمون‌ها و استعداد ژنتیکی است.

### رنگ

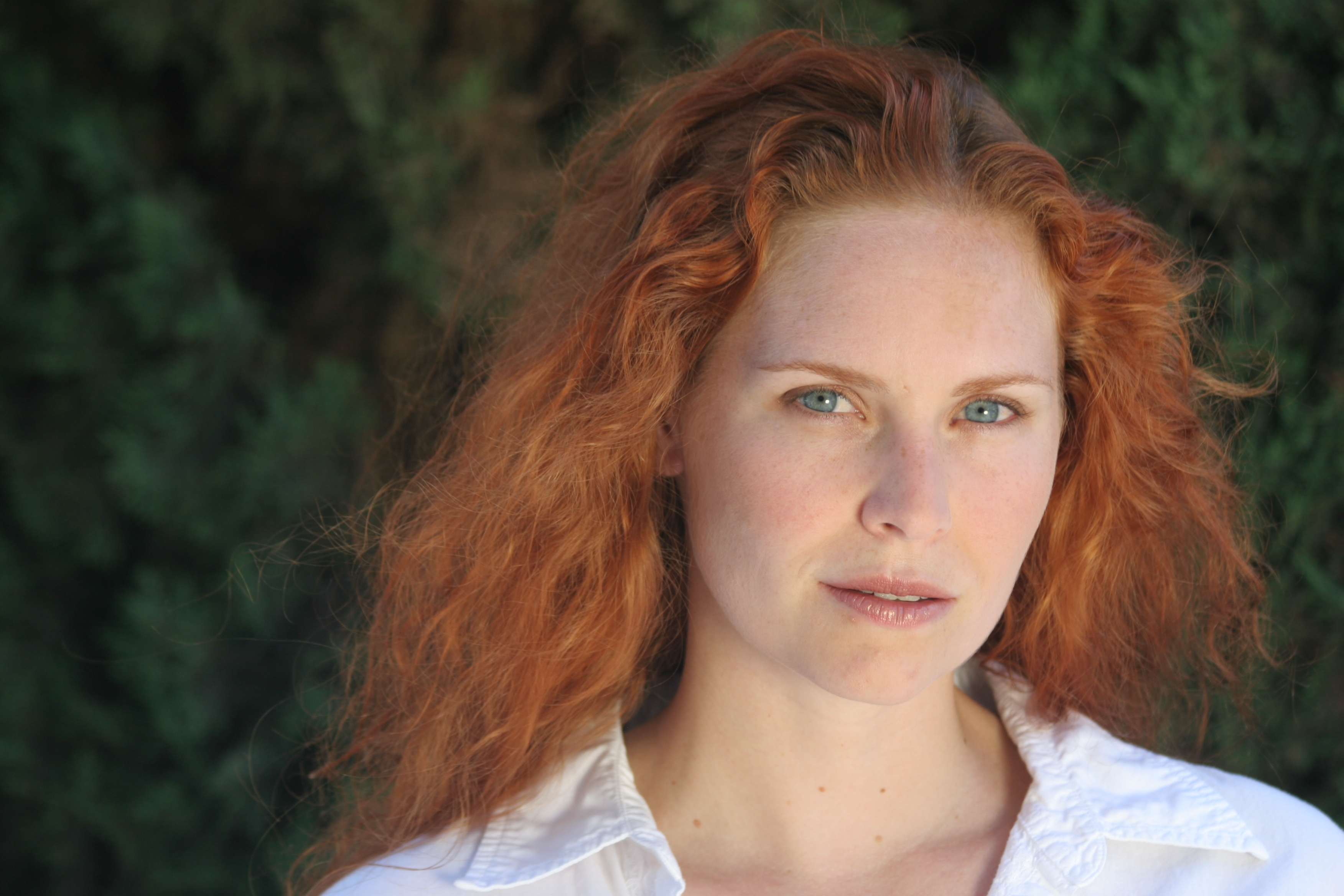
برخی مطالعات نشان می‌دهد که موهای قرمز و بلوند در زنان بیشتر از مردان است (قرمز بیشتر از بلوند).

در انسان‌های کمرنگ تر، پوست مرد به وضوح قرمزتر است. این به دلیل حجم خون بیشتر از ملانین است. برعکس، زنان در برخی از جمعیت‌های انسانی مورد مطالعه نسبت به مردان پوست روشن‌تری دارند. تفاوت رنگ عمدتاً به دلیل سطوح بالاتر ملانین در پوست، مو و چشم در مردان ایجاد می‌شود.

## اندام‌های جنسی و دستگاه تناسلی
نرها و ماده‌ها اندام‌های جنسی متفاوتی دارند. ماده‌ها دو تخمدان دارند که تخمک‌ها را ذخیره می‌کند و یک رحم که به واژن متصل است. مردان بیضه‌هایی دارند که اسپرم تولید می‌کنند. بیضه‌ها در کیسه بیضه پشت آلت تناسلی قرار می‌گیرند. آلت تناسلی مردانه و کیسه بیضه اندام‌های خارجی هستند، در حالی که اندام‌های جنسی زنانه «داخل» بدن قرار می‌گیرند.

دستگاه تناسلی زن انسان.

ارگاسم مردانه (و انتشار متناظر انزال حاوی اسپرم از بیضه‌ها) برای تولید مثل ضروری است، در حالی که ارگاسم زنان ضروری نیست. در اصل اعتقاد بر این بود که ارگاسم زنانه کارکردی جز لذت ندارد. شواهد بعدی نشان می‌دهد که آن به عنوان یک مزیت تبعیض آمیز در رابطه با انتخاب جفت تکامل یافته‌است.

### ظرفیت باروری و هزینه آن
مردان معمولاً هر ماه میلیاردها اسپرم تولید می‌کنند، که بسیاری از آنها قادر به لقاح هستند. ماده‌ها معمولاً یک تخمک در ماه تولید می‌کنند که می‌تواند به جنین بارور شود؛ بنابراین در طول زندگی مردان می‌توانند تعداد قابل توجهی فرزند بیشتری نسبت به زنان به دنیا بیاورند. طبق کتاب رکوردهای جهانی گینس، بارورترین زن، همسر فئودور واسیلیف از روسیه (۱۷۰۷–۱۷۸۲) بود که دارای ۶۹ فرزند بوده‌است. اعتقاد بر این است که پرکارترین پدر تمام دوران، آخرین امپراتور شریفی مراکش، ملای اسماعیل (۱۶۴۶–۱۷۲۷) است که بنا بر گزارش‌ها بیش از ۸۰۰ فرزند از حرمسرا متشکل از ۵۰۰ زن داشته‌است.

### باروری
باروری زنان پس از ۳۰ سالگی کاهش می‌یابد و با یائسگی به پایان می‌رسد.

## مغز و سیستم عصبی

### مغز

مغز انسان. تفاوت در اندازه مغز مردان و زنان نسبت به اندازه بدن است.

مغز انسان، مانند بسیاری از حیوانات، در نر و ماده کمی متفاوت است.

#### اندازه مغز
تحقیقات اولیه در مورد تفاوت بین مغز مردان و زنان نشان داد که مغز مردان به‌طور میانگین بزرگتر از مغز زنان است. این تحقیق اغلب برای حمایت از این ادعا که زنان از هوش کمتری نسبت به مردان برخوردار هستند، استناد شده‌است. یکی از تأثیرگذارترین محققان اولیه در این زمینه، پل بروکا بود. در سال ۱۸۶۱ میلادی، او ۴۲۳ مغز انسان را از اجساد مورد بررسی قرار داد و دریافت که مغز مردان دارای وزن متوسط ۱۳۲۵ گرم است. در حالی که مغز زنان به‌طور متوسط ۱۱۴۴ گرم وزن داشت. با این حال، این مطالعه تفاوت‌های اندازه بدن یا سن را کنترل نکرد. مطالعات بعدی نشان داده‌است که با اینکه مغز مردان به‌طور میانگین ۱۰–۱۵٪ بزرگتر و سنگین تر از مغز زنان است، در هنگام کنترل و در نظر گرفتن وزن بدن، نسبتاً هیچ تفاوتی بین دو جنس وجود ندارد. این بدان معناست که نسبت توده مغز به بدن به‌طور میانگین برای هر دو جنس تقریباً یکسان است. با این حال، این نسبت با افزایش قد افراد کاهش می‌یابد و از آنجایی که مردان به‌طور میانگین از زنان بلندتر هستند، میانگین نسبت توده مغز به بدن مقایسه مفیدی بین دو جنس نیست. با مقایسه یک مرد و یک زن با اندازه بدنی یکسان، میانگین اختلاف ۱۰۰ گرمی در جرم مغز وجود دارد، مرد بزرگتر و سنگین تر است. این تفاوت ۱۰۰ گرمی در کل طیف اندازه‌های انسان صدق می‌کند.

#### ساختار مغز

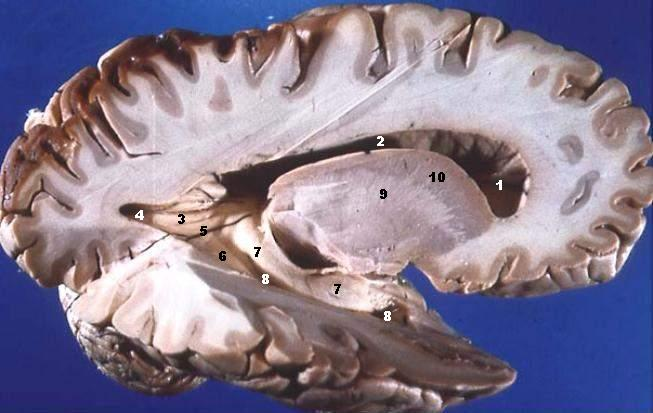
مغز زن و مرد تفاوت‌هایی را در ساختار داخلی نشان می‌دهد. یک تفاوت نسبت ماده سفید نسبت به ماده خاکستری است.

تفاوت‌های ساختاری مغز معمولاً مربوط به ویژگی‌های دودیسی جنسی است که باعث ایجاد تفاوت‌های عملکردی مغز می‌شود.

## سیستم‌های حسی
- برخی از مطالعات نشان داده‌اند که حس بویایی زنان در مقایسه با مردان، هم در تشخیص بوها و هم در تشخیص بوهای خفیف یا ضعیف، حساس تر است.
- ماده‌ها گیرنده‌های درد بیشتری در پوست دارند. این ممکن است به کاهش تحمل درد زنان کمک کند.[۳۹] در حالی که بیشتر زنان انتظار دارند تحمل کمتری نسبت به درد داشته باشند، مردان انتظار دارند تحمل بیشتری داشته باشند و بنابراین بعداً بیقراری را گزارش می‌کنند. به دلیل تنوع نقش‌های جنسیتی در جوامع مختلف، نتایج مطالعات درد نیز بسته به انتظارات جنسیتی متفاوت است.[۴۰]
- زنان همچنین شیوع بیشتری از بسیاری از بیماری‌ها و سندرم‌های مرتبط با درد، به‌ویژه بیماری‌های خودایمنی را گزارش می‌دهند. در مطالعه‌ای در سال ۲۰۰۵ میلادی، هولدکرافت و به‌کلی (Holdcroft and Beckley) شیوع بیشتری را در زنان از بسیاری از بیماری‌های سر و گردن (مانند میگرن)، اندام‌ها (مانند سندرم تونل کارپال)، اندام‌های داخلی (IBS) و شرایط عمومی‌تر (مولتیپل اسکلروزیس) نشان دادند. .[۴۱] شرایط کمتری شیوع مردانه را نشان می‌دهد: به عنوان مثال، سردرد خوشه ای، نقرس.
- علاوه بر بیماری‌ها و سندروم‌های مشخص، بسیاری از دردهای رایج «روزمره» به نظر می‌رسد که به جای مردان، بار سنگینی را بر زنان تحمیل می‌کنند؛ بنابراین، مطالعات به‌طور مداوم نشان می‌دهد که زنان نسبت به مردان درد شدیدتر، درد مکرر، درد طولانی‌تر و درد وسیع‌تری را گزارش می‌کنند.[۴۲] به عنوان مثال، شرایط دردناک رایج مانند قاعدگی دردناک ممکن است زنان را مستعد دردهای اسکلتی عضلانی گسترده‌تر کند.
- زنان در تست‌های روانی کلامی سطوح عملکرد بالاتری را نشان می‌دهند. این ممکن است به این دلیل باشد که قشر شنوایی زنان متراکم تر از قشر شنوایی مرد است. این تفاوت و سایر تفاوت‌های حسی مانند آن می‌تواند به دلیل هورمون‌های جنسی باشد که در طول رشد بر مغز جنین تأثیر می‌گذارند.[۴۳]

## سیستم ایمنی
قدرت و نوع پاسخ ایمنی در مردان و زنان متفاوت است. به‌طور کلی، زنان پاسخ ایمنی قوی تری نسبت به مردان دارند. این امر باعث می‌شود مردان نسبت به زنان مبتلا به بیماری‌های عفونی و مرگ و میر بیشتری داشته باشند و میزان بیماری‌های خودایمنی کمتری داشته باشند.

## بافت‌ها و هورمون‌ها
- زنان عموماً درصد چربی بدن بالاتری نسبت به مردان دارند، در حالی که مردان عموماً دارای توده عضلانی بیشتری هستند.
- زنان معمولاً فشار خون کمتری نسبت به مردان دارند و ضربان قلب زنان حتی در هنگام خواب نیز تندتر است.[۴۵]
- مردان و زنان دارای سطوح متفاوتی از هورمون‌های خاص هستند. مردان دارای غلظت بیشتری از آندروژن هستند در حالی که زنان دارای غلظت بالاتری از استروژن هستند.
- تا به امروز، مطالعات ترمیم زخم عمدتاً مزیت زنانه را در بهبود زخم‌های پوستی گزارش کرده‌اند.[۴۶][۴۷][۴۸][۴۹][۵۰] از سوی دیگر، مطالعات مزیت مردانه را در میزان بهبود زخم‌های مخاطی یافته‌اند.[۵۱][۵۲] بنابراین، به نظر می‌رسد که مزایای جنسیتی در بهبود زخم، مختص بافت است.
- مردان بالغ تقریباً ۵٫۲ میلیون گلبول قرمز در هر میلی‌متر مکعب خون دارند در حالی که زنان تقریباً ۴٫۶ میلیون گلبول قرمز دارند.[۵۳]
- زنان معمولاً دارای گلبول‌های سفید (ذخیره شده و در حال گردش)، گرانولوسیت‌های بیشتر و لنفوسیت‌های B و T هستند. علاوه بر این، آنها آنتی‌بادی‌های بیشتری را با سرعت بیشتری نسبت به مردان تولید می‌کنند. از این رو به بیماری‌های عفونی کمتری مبتلا می‌شوند و برای دوره‌های کوتاه تری تسلیم می‌شوند.[۱۵]
- یافته‌های اخیر نشان داد که تفاوت‌های متعددی در ویژگی‌های سلولی (به عنوان مثال، اسکلت سلولی) سلول‌های زن و مرد وجود دارد.[۵۴]

## سلامتی

### طول عمر
در بیشتر کشورهای جهان، ماده‌ها بیشتر از نرها عمر می‌کنند. با این حال، در روسیه، با کاهش امید به زندگی مردان، شکاف جنسی در حال افزایش است.
میانگین طول عمر بیشتر زنان می‌تواند منجر به نتایج آماری نادرست در رابطه با تفاوت‌های جنسی شود. به عنوان مثال، زنان اغلب در معرض خطر بیشتری برای شکستگی استخوان به دلیل پوکی استخوان هستند. اگرچه زنان پس از یائسگی سریعتر از مردان تراکم استخوانی خود را از دست می‌دهند، اما داده‌ها اختلاف بیشتری را نشان می‌دهد زیرا تعداد زنان مسن در جمعیت بیشتر است.

### بیماری و جراحت
اختلالات مغلوب مرتبط با X عبارتند از:
- کوررنگی قرمز-سبز
- هموفیلی A (عامل هشتم)
- هموفیلی B (عامل IX)
- دیستروفی عضلانی دوشن
- آگاماگلوبولینمی مرتبط با X
- ichythyosis مرتبط با X
- Becker muscular dystrophy
- عقب ماندگی ذهنی مشخص نشده مرتبط با X

اختلالات غالب مرتبط با X عبارتند از:
- گروه خونی Xg
- راشیتیسم مقاوم به ویتامین D
- سندرم رت
- سندرم X شکننده

بیماری‌هایی وجود دارند که به دلیل نقص کروموزوم Y یا تعداد معیوب آنها ایجاد می‌شوند.

#### تفاوت‌هایی که به کروموزوم‌های جنسی مرتبط نیست
سازمان بهداشت جهانی (WHO) گزارش‌های متعددی در مورد جنسیت و سلامت تهیه کرده‌است. روندهای زیر نشان داده شده‌است:
شیوع بیماری‌های عفونی متفاوت است - این تا حد زیادی به دلیل عوامل فرهنگی مربوط است. به ویژه سازمان جهانی بهداشت اشاره می‌کند که:
- در سرتاسر جهان، تعداد مردان مبتلا به HIV بیشتر از زنان است. استثنا در جنوب صحرای آفریقا است که در آن زنان بیشتر از مردان مبتلا می‌شوند.
- مردان بالغ بیشتر در معرض ابتلا به سل هستند.

برخی دیگر از تفاوت‌های سلامتی مرتبط با جنسی عبارتند از:
- آسیب‌های رباط صلیبی قدامی، به ویژه در بسکتبال، در زنان بیشتر از مردان رخ می‌دهد.
- از زمان لقاح تا مرگ، به ویژه قبل از بزرگسالی، زنان به‌طور کلی کمتر از مردان در برابر مشکلات رشد و بیماری‌های مزمن آسیب‌پذیر هستند.[۶۰][۶۱] این می‌تواند به دلیل داشتن دو کروموزوم x به جای یک کروموزوم ماده[۶۲] یا کاهش قرار گرفتن در معرض تستوسترون باشد.[۶۳]

## استنادات
1. 1 2  Mills, Melinda C.; Barban, Nicola; Tropf, Felix C. (2020). An Introduction to Statistical Genetic Data Analysis. MIT Press. p. 9. ISBN 978-0-262-35744-9.
2. 1 2 3   {{cite book}}: Empty citation (help)
3. 1 2  Solomon, Eldra; Martin, Charles; Martin, Diana W.; Berg, Linda R. (2014). Biology. Cengage Learning. pp. 218, 240. ISBN 978-1-305-17989-9.
4. 1 2  Snustad, D. Peter; Simmons, Michael J. (2015). Principles of Genetics. John Wiley & Sons. p. 100. ISBN 978-1-119-14228-7.
5. ↑  Rieger, Rigomar; Michaelis, Arnd; Green, Melvin M. (2012). Glossary of Genetics: Classical and Molecular. Springer Science & Business Media. p. 449. ISBN 978-3-642-75333-6.
6. ↑  Carrel L, Willard HF (March 2005). "X-inactivation profile reveals extensive variability in X-linked gene expression in females". Nature. 434 (7031): 400–404. Bibcode:2005Natur.434..400C. doi:10.1038/nature03479. PMID 15772666.
7. ↑  Gray, Henry (1918). Gray's Anatomy of the Human Body (20th edition). Lea & Febiger. ASIN B000TW11G6.
8. 1 2  Robert-McComb, Jacalyn; Norman, Reid L.; Zumwalt, Mimi (2014). The Active Female: Health Issues Throughout the Lifespan. Springer Science & Business Media. pp. 223–238. ISBN 978-1-4614-8884-2.
9. ↑  Halpern, Diane F. (2013). Sex Differences in Cognitive Abilities: 4th Edition. Psychology Press. p. 188. ISBN 978-1-136-72283-7.
10. 1 2  Patton, Kevin T.; Thibodeau, Gary A. (2018). Anthony's Textbook of Anatomy & Physiology - E-Book. Elsevier Health Sciences. p. 276. ISBN 978-0-323-70930-9.
11. 1 2 3  Lomauro, Antonella; Aliboni, Lorenzo; Aliverti, Andrea (2021). "Sex Differences in the Anatomy of the Airways and the Lungs: Impact on Dysanapsis across the Lifespan". Sex-Based Differences in Lung Physiology. Physiology in Health and Disease. Springer Science+Business Media. pp. 13–38. doi:10.1007/978-3-030-63549-7_2. ISBN 978-3-030-63548-0. S2CID 234284090.
12. ↑  Cotes, John E.; Maynard, Robert L.; Pearce, Sarah J.; Nemery, Benoit B.; Wagner, Peter D.; Cooper, Brendan G. (2020). Lung Function. John Wiley & Sons. p. 450. ISBN 978-1-118-59735-4.
13. ↑  Dunford, Marie; Doyle, Andrew (2021). Nutrition for Sport and Exercise. Cengage Learning. p. 98. ISBN 978-0-357-44827-4.
14. ↑  Heuer, Albert J. (2017). Wilkins' Clinical Assessment in Respiratory Care. Elsevier Health Sciences. p. 126. ISBN 978-0-323-51166-7.
15. 1 2  Glucksman, A. (1981). Sexual Dimorphism in Human and Mammalian Biology and Pathology. Academic Press. pp. 66–75.
16. ↑  Nait-Ali, Amine (2018). Biometrics under Biomedical Considerations. Springer. p. 121. ISBN 978-9-81-131144-4.
17. ↑  Vij, Krishan (2013). Textbook of Forensic Medicine & Toxicology: Principles & Practice - e-book. Elsevier Health Sciences. p. 171. ISBN 978-8-13-123623-9.
18. ↑  "Expired air volumes of males and females during cold water immersion". Canadian Journal of Physiology and Pharmacology. 59 (8): 843–6. August 1981. doi:10.1139/y81-125. PMID 7296382.
19. ↑  Firooz, Alireza; Sadr, Bardia; Babakoohi, Shahab; Sarraf-Yazdy, Maryam; Fanian, Ferial; Kazerouni-Timsar, Ali; Nassiri-Kashani, Mansour; Naghizadeh, Mohammad Mehdi; Dowlati, Yahya (2012). "Variation of Biophysical Parameters of the Skin with Age, Gender, and Body Region". The Scientific World Journal. 2012: 386936. doi:10.1100/2012/386936. PMC 3317612. PMID 22536139.
20. 1 2  "The evolution of human skin coloration". Journal of Human Evolution. 39 (1): 57–106. July 2000. doi:10.1006/jhev.2000.0403. PMID 10896812.
21. ↑  Giacomoni, P.U.; Mammone, T.; Teri, M. (September 2009). "Gender-linked differences in human skin". Journal of Dermatological Science. 55 (3): 144–9. doi:10.1016/j.jdermsci.2009.06.001. PMID 19574028.
22. ↑  "Male pattern baldness". MedlinePlus. United States National Library of Medicine. Retrieved 25 August 2015.
23. ↑  . etal. "Red cell, plasma and blood volume in healthy men measured by radiochromium (Cr51) cell tagging and hematocrit: influence of age, somatotype and habits of physical activity on the variance after regression of volumes to height and weight combined". Journal of Clinical Investigation. 38 (7): 1065–77. July 1959. doi:10.1172/JCI103883. PMC 293254. PMID 13664782.{{cite journal}}:  نگهداری CS1: سایر موارد (link)
24. ↑  "Effect of blood volume on sweating rate and body fluids in exercising humans". Journal of Applied Physiology: Respiratory, Environmental and Exercise Physiology. 51 (6): 1594–600. December 1981. doi:10.1152/jappl.1981.51.6.1594. PMID 7319888.
25. ↑  Wennesland, R.; Brown, E.; Hopper, J (July 1959). etal. "Red cell, plasma and blood volume in healthy men measured by radiochromium (Cr51) cell tagging and hematocrit: influence of age, somatotype and habits of physical activity on the variance after regression of volumes to height and weight combined". Journal of Clinical Investigation. 38 (7): 1065–77. doi:10.1172/JCI103883. PMC 293254. PMID 13664782.
26. ↑  Jablonski, Nina G. "Skin Deep" (PDF). University of Washington. Archived from the original (PDF) on 24 October 2013. Retrieved 22 August 2014.
27. ↑  Frost P (1988). "Human skin color: a possible relationship between its sexual dimorphism and its social perception". Perspectives in Biology and Medicine. 32 (1): 38–58. doi:10.1353/pbm.1988.0010. PMID 3059317.
28. ↑  Frost, P. (2006). "European hair and eye color - A case of frequency-dependent sexual selection?". Evolution and Human Behavior. 27 (2): 85–103. doi:10.1016/j.evolhumbehav.2005.07.002.
29. ↑  "The Orgasm Wars". Psychology Today.
30. ↑  Semen analysisدر مدلاین پلاس
31. ↑  Graph بایگانی‌شده  در ۲۰۰۷-۱۰-۲۷ توسط Wayback Machine @ FertilityLifelines.
32. ↑  Graph @ Epigee.org.
33. 1 2 3  O'Brien, Jodi (2009). Encyclopedia of Gender and Society. Los Angeles: SAGE. p. 343. ISBN 978-1-4129-0916-7.
34. ↑  Goy, Robert W.; McEwen, Bruce S. (1980). Sexual Differentiation of the Brain: Based on a Work Session of the Neurosciences Research Program. Boston: MIT Press Classics. Archived from the original on 4 June 2011.
35. 1 2 3  Gould, Stephen Jay (1980). The Panda's Thumb. New York: Norton. pp. 152–159. ISBN 978-0-393-30819-8.
36. ↑  Fee, Elizabeth (1979). "Nineteenth-Century Craniology: The Study of the Female Skull". Bulletin of the History of Medicine. 53 (3): 415–53. PMID 394780.
37. ↑  Kimura, Doreen (1999). Sex and Cognition. MIT Press. pp. 127–8. ISBN 978-0-262-11236-9.
38. ↑  Rushton, J. Philippe (1993). "Corrections to a paper on race and sex differences in brain size and intelligence". Personality and Individual Differences. 15 (2): 229–231. doi:10.1016/0191-8869(93)90031-W.
39. ↑  "Study Reveals Reason Women Are More Sensitive To Pain Than Men". ScienceDaily. October 2005.
40. ↑  Defrin R, Shramm L, Eli I (September 2009). "Gender role expectations of pain is associated with pain tolerance limit but not with pain threshold". Pain. 145 (1–2): 230–6. doi:10.1016/j.pain.2009.06.028. PMID 19615821.
41. ↑  McMahon SB, M Koltzenburg, A Holdcroft, and K Beckley. Wall and Melzack's textbook of pain. Churchill Livingstone. 2005. (pp. 1181-1197)
42. ↑  Kröner-Herwig, Birgit; Gaßmann, Jennifer; Tromsdorf, Marie; Zahrend, Elfi (2012). "The effects of sex and gender role on responses to pressure pain". GMS Psycho-Social-Medicine. 9: 1–10. doi:10.3205/psm000079. PMC 3290921. PMID 22400065.
43. ↑  Cahill, Larry (2005). "His Brain, Her Brain". Scientific American. 20 (3): 40–47. doi:10.1038/scientificamericanmind0509-40. Archived from the original on 17 March 2012.; Alexander, Gerianne M.; Hines, Melissa (2002). "Sex differences in response to children's toys in nonhuman primates (Cercopithecus aethiops sabaeus)". Evolution and Human Behavior. 23 (6): 467–479. doi:10.1016/s1090-5138(02)00107-1.
44. ↑  Lotter, Hanna; Altfeld, Marcus (1 March 2019). "Sex differences in immunity". Seminars in Immunopathology (به انگلیسی). 41 (2): 133–135. doi:10.1007/s00281-018-00728-x. ISSN 1863-2300. PMID 30742253.
45. ↑  Bren, Linda (July–August 2005). "Does Sex Make a Difference?". FDA Consumer Magazine. Archived from the original on 26 March 2009.
46. ↑  Ashcroft, Gillian S.; Dodsworth, Joanne; Boxtel, Egon Van; Tarnuzzer, Roy W.; Horan, Michael A.; Schultz, Gregory S.; Ferguson, Mark W.J. (November 1997). "Estrogen accelerates cutaneous wound healing associated with an increase in TGF-β1 levels". Nature Medicine (به انگلیسی). 3 (11): 1209–1215. doi:10.1038/nm1197-1209. ISSN 1078-8956. PMID 9359694.
47. ↑  Ashcroft, Gillian S.; Mills, Stuart J. (1 September 2002). "Androgen receptor–mediated inhibition of cutaneous wound healing". Journal of Clinical Investigation (به انگلیسی). 110 (5): 615–624. doi:10.1172/JCI0215704. ISSN 0021-9738. PMC 151108. PMID 12208862.
48. ↑  Jorgensen, Lars Nannestad; Sorensen, Lars Tue; Kallehave, Finn; Vange, Jakob; Gottrup, Finn (March 2002). "Premenopausal women deposit more collagen than men during healing of an experimental wound". Surgery (به انگلیسی). 131 (3): 338–343. doi:10.1067/msy.2002.119986. PMID 11894040.
49. ↑  Shimizu, Tadamichi; Nishihira, Jun; Watanabe, Hirokazu; Abe, Riichiro; Honda, Ayumi; Ishibashi, Teruo; Shimizu, Hiroshi (2 April 2004). "Macrophage Migration Inhibitory Factor Is Induced by Thrombin and Factor Xa in Endothelial Cells". Journal of Biological Chemistry (به انگلیسی). 279 (14): 13729–13737. doi:10.1074/jbc.M400150200. ISSN 0021-9258. PMID 14736878.
50. ↑  Gilliver, Stephen C.; Ashworth, Jason J.; Ashcroft, Gillian S. (January 2007). "The hormonal regulation of cutaneous wound healing". Clinics in Dermatology (به انگلیسی). 25 (1): 56–62. doi:10.1016/j.clindermatol.2006.09.012. PMID 17276202.
51. ↑  Engeland, Christopher G. (1 December 2006). "Mucosal Wound Healing: The Roles of Age and Sex". Archives of Surgery (به انگلیسی). 141 (12): 1193–7, discussion 1198. doi:10.1001/archsurg.141.12.1193. ISSN 0004-0010. PMID 17178961.
52. ↑  Benediktsdóttir, Ingibjörg S.; Wenzel, Ann; Petersen, Jens K.; Hintze, Hanne (April 2004). "Mandibular third molar removal: Risk indicators for extended operation time, postoperative pain, and complications". Oral Surgery, Oral Medicine, Oral Pathology, Oral Radiology, and Endodontology (به انگلیسی). 97 (4): 438–446. doi:10.1016/j.tripleo.2003.10.018. PMID 15088029.
53. ↑  "Howstuffworks "Red Blood Cells"".
54. ↑  Serpooshan, Vahid; Sheibani, Sara; Pushparaj, Pooja; Wojcik, Michal; Jang, Albert Y.; Santoso, Michelle R.; Jang, Joyce H.; Huang, Haina; Safavi-Sohi, Reihaneh (2018). "Effect of Cell Sex on Uptake of Nanoparticles: The Overlooked Factor at the Nanobio Interface". ACS Nano. 12 (3): 2253–66. doi:10.1021/acsnano.7b06212. PMID 29536733.
55. ↑  Perevedentsev, Viktor (May 2006). "A Country of Widows". New Times. Archived from the original on 15 April 2006.
56. ↑  Birke, Lydia (2001).  Lederman, Muriel; Bartsch, Ingrid (eds.). The Gender and Science Reader. New York: Routledge. pp. 307–322.
57. ↑  . "X-linked recessive disorders.". GP notebook, n.d. Web. 4 Dec 2011. <http://www.gpnotebook.co.uk/simplepage.cfm?ID=-1341784030>.
58. ↑  "X-linked dominant disorders.". GP notebook, n.d. Web. 4 Dec 2011. <https://gpnotebook.co.uk/simplepage.cfm?ID=-1382416350>.
59. 1 2  "Gender, women, and health, Reports from WHO 2002–2005". World Health Organization. Archived from the original on 2 January 2004.
60. ↑  Marlow, Neil; Wolke, Dieter; Bracewell, Melanie A.; Samara, Muthanna; Epicure Study, Group (January 2005). "Neurologic and Developmental Disability at Six Years of Age after Extremely Preterm Birth". New England Journal of Medicine. 352 (1): 9–19. doi:10.1056/NEJMoa041367. PMID 15635108.
61. ↑  Kraemer, S. (2000). "The fragile male: Male zygotes are often formed at suboptimal times in fertile cycle". British Medical Journal. 321 (7276): 1609–1612. doi:10.1136/bmj.321.7276.1609. PMC 1119807. PMID 11124200.
62. ↑  Wade, Nicholas (10 April 2007). "Pas De Deux of Sexuality is Written in the Genes". The New York Times.
63. ↑  Bribiescas, Richard (2008). Men: Evolutionary and Life History. ISBN 978-0-674-03034-3.